# Left Behind: World at War
Left Behind: World at War is een thriller, drama en actie speelfilm gebaseerd op de boekenreeks Left Behind (Nederlands: De Laatste Bazuin), die geïnspireerd is door de eindtijd volgens de Bijbel.

## Plot
Het is de antichrist Nicolae Carpathia (gespeeld door Gordon Currie) gelukt een (valse) wereldvrede tot stand te brengen en bijna iedereen is in hem gaan geloven, onder wie ook de Amerikaanse president Gerald Fitzhugh (gespeeld door Louis Gossett jr.). Maar als er op hem een aanslag wordt gepleegd waarbij zijn vicepresident gedood wordt, wordt hij zich steeds meer bewust van het onheil dat de wereld tegemoet gaat.
Nicolae Carpathia laat vervolgens steeds meer van zijn ware aard zien en de wereld glijdt af naar de Derde Wereldoorlog.

## Rolbezetting
- Louis Gossett jr. - President Gerald Fitzhugh
- Kirk Cameron - Cameron Buck Williams
- Brad Johnson - Rayford Steele
- Jessica Steen - Carolyn Miller
- Gordon Currie - Nicolae Carpathia
- Janaya Stephens - Chloe Steele
- Chelsea Noble - Hattie Durham
- Laura Catalano - Amanda White
- Arnold Pinnock - Bruce Barnes
- Charles Martin Smith - Vice President John Mallory
- David Eisner - Chief of Staff Allan Campbell
- Martin Randez - Andrews
- Phillip Jarrett - Trent
- David Macniven - Chris Smith
- Patrick Stevenson - GC Officer
- Richard Fitzpatrick - Major Kent
- Tim Eddis - GC HQ Desk Guard
- Shaun Austin-Olsen - Tom Walsh
- Elias Zarou - Abbas Pasha
- Jasmin Geljo - Russian Officer
- Russell Yuen - Chinese Officer